# Гернеты
Гернеты (нем. von Gernet) — русский дворянский род.
Происходит из Англии, откуда предки его выехали в Померанию. Пётр Гернет был там бургомистром в городе Гольнове, в 1550 году. Правнук его, Иоахим Гернет, переселился около 1675 году в город Ревель, где был синдиком и бургомистром. Во время Северной войны между Швецией и Россией, принадлежавший тогда Швеции Ревель был осажден российской армией. Почти одновременно с началом осады, в августе 1710 г. в Ревеле вспыхнула эпидемия чумы. В сентябре город капитулировал, и Иоахим Гернет был одним из трех синдиков, вручивших ключи от города российскому императору Петру I. Вскоре от чумы умер бургомистр, и Иоахим Гернет был избран его преемником. Он пробыл в должности лишь несколько дней. В октябре он заразился чумой и вскоре умер.
Род этот внесен в эстляндский дворянский матрикул и в III часть родословной книги Рязанской и Санкт-Петербургской губерний Российской империи.

## Известные представители рода
- Гернет, Карл Густавович (Карл Август) фон (1819—1892) — государственный деятель, биолог—любитель; тайный советник.
- Гернет, Аксель Оскарович (1865—1920) — историк, сотрудником геральдического отдела Сената, автор многих статей Русского биографического словаря.
- Гернет, Михаил Николаевич (1874—1953) — русский и советский юрист и правовед
- Гернет, Надежда Николаевна (1877—1943) — русский и советский математик и педагог.
- Гернет, Евгений Сергеевич (1882—1943) — советский военно-морской и государственный деятель, гляциолог, автор теории ледовых периодов.

## Описание герба
В голубом поле серебряный якорь в перевязь.
Щит увенчан дворянским коронованным шлемом. Нашлемник — золотая шестиконечная звезда между двумя черными орлиными крыльями. Намет голубой с серебром.